# Vicente Aleixandre
Vicente Pío Marcelino Cirilo Aleixandre y Merlo (Sevilha, 26 de abril de 1898 — Madri, 13 de dezembro de 1984) foi um poeta espanhol.
Seu primeiro livro, chamado "Âmbito", foi publicado em 1928.
Recebeu o Prêmio Nobel de Literatura de 1977.

## Biografia
Filho de uma família da burguesia espanhola, o seu pai foi engenheiro de caminhos de ferro. Nasceu em Sevilha em 1898, mas passou a sua infância em Málaga, onde foi colega de escola do futuro escritor Emilio Prados.
Mudou-se para Madrid onde cursa Direito e Comércio. Em 1919 licencia-se em Direito e obtem o título de intendente mercantil. Exerce funções de professor de Direito Mercantil a partir de 1920 até 1922 na Escola de Comércio.
Em 1917 conheceu Dámaso Alonso em Las Navas del Marqués, onde veraneava, e através deste contacto descobre Rubén Darío, Antonio Machado e Juan Ramón Jiménez. Inicia deste modo uma profunda paixão pela poesia.
A sua saúde começa a deteriorar-se em 1922. Em 1925 diagnosticam-lhe uma nefrite tuberculosa, que termina com a extirpação de um rim, operação realizada em 1932. Publica os seus primeiros poemas na "Revista de Occidente" em 1926. Conhece e torna-se amigo de Cernuda, Altolaguirre, Alberti e García Lorca, nomes que ele vai citar em seu discurso de agradecimento ao Nobel de Literatura.
Com problemas de saúde, depois da Guerra Civil e com o advento da ditadura não se exila, apesar das suas ideias republicanas. Permanece na Espanha, e transforma-se num dos mestres e exemplo para os poetas jovens.
Converteu sua grande casa da Rua Velintonia (hoje Rua Vicente Aleixandre), em Madri, em um recanto de liberdade em meio à repressão da ditadura, uma espécie de "exílio" interior para o escritor e seus amigos artistas e intelectuais.
Segundo o professor Carl W. Cobb, da Universidade do Tennessee, Aleixandre pode ser comparado a Walt Whitman: "Como Whitman, Aleixandre é um poeta de uma visão telúrica e cósmica, do panteísmo místico, do imaginário erótico do corpo, do tema revolucionário, do verso livre maciço."
Está sepultado no Cemitério de La Almudena.

## Obras de poesia
- Ámbito, Málaga (6.º Suplemento de Litoral), 1928.
- Espadas como lábios - no original Espadas como labios, M., Espasa-Calpe, 1932.
- La destrucción o el amor, M., Signo, 1935 (Prémio Nacional de Literatura 1934).
- Pasión de la tierra, México, Fábula, 1935
- Sombra del Paraíso, M., Adán, 1944.
- En la muerte de Miguel Hernández, Zaragoza, Cuaderno de las Horas Situadas, 1948.
- Mundo a solas, M., Clan, 1950.
- Poemas paradisíacos, Málaga, El Arroyo de los Ángeles, 1952.
- Nacimiento último, M., Ínsula, 1953.
- Historia del corazón, M., Espasa-Calpe, 1954.
- Ciudad del Paraíso, Málaga, Dardo, 1960.
- Poesías completas, M., Aguilar, 1960. (Edic. do próprio autor e Arturo del Hoyo)
- En un vasto dominio, M., Revista de Occidente, 1962 (Prémio da Crítica).
- Retratos con nombre, B., Col. El Bardo, 1965.
- Obras completas, M., Aguilar, 1968
- Poemas de la consumación, B., Plaza y Janés, 1968 (Prémio de la Crítica).
- Poesía surrealista. Antología, B., Barral, 1971.
- Sonido de la guerra, Valencia, Hontanar, 1971.
- Diálogos del conocimiento, B., Plaza y Janés, 1974.
- Tres poemas seudónimos, Málaga, Col. Juan de Yepes, 1984.
- Nuevos poemas varios, B., Plaza y Janés, 1987. (Edic. Alejandro Duque Amusco; recopilación: el mismo e Irma Emiliozzi)
- Prosas recobradas, B., Plaza y Janés, 1987. (Edic. Alejandro Duque Amusco)
- En gran noche. Últimos poemas, B., Seix Barral, 1991. (Edic. de Carlos Bousoño y Alejandro Duque Amusco)
- Álbum. Versos de juventud (con Dámaso Alonso y otros), B., Tusquets, 1993 (Edic. de Alejandro Duque Amusco y María-Jesús Velo).
- Prosa: Los encuentros. Evocaciones y pareceres. Otros apuntes para una poética, M., Austral, 1998 (Edic. Alejandro Duque Amusco)
- Poesías completas, M., Visor/Comunidad de Madrid/Ayuntamiento de Málaga, 2001 (Edic. de Alejandro Duque Amusco).
- Prosas completas, M., Visor/Comunidad de Madrid/Ayuntamiento de Málaga, 2002 (Edic. de Alejandro Duque Amusco).

### No Brasil:
- A destruição ou o amor (La destrucción o el amor). Isto Edições, Porto Alegre, 2023. Bilíngue. Tradução de Pedro Gonzaga.